# 圣地亚哥-德安达马卡
圣地亚哥-德安達馬卡（西班牙語：Santiago de Andamarca），是玻利維亞西部奧魯羅省南卡兰加斯县的市鎮，并为该县的县府所在地。海拔高度3,748米，每年平均降雨量約300毫米，2012年市镇人口数量为5,215人。
18°46′S 67°31′W / 18.767°S 67.517°W